# Розколоте небо (роман)
Розколоте небо — роман української письменниці Світлани Талан про історію українських селян, які вимушені були страждати в період Голодомору 1932—1933 років. Роман отримав спеціальну нагороду «Вибір видавця» на «Коронації слова-2014». Книга опублікована у 2014 році харківським видавництвом Клуб Сімейного Дозвілля.
Комісія з української літератури Науково-методичної експертизи ДНУ «Інститут модернізації змісту освіти» Міністерства освіти та науки України схвалила роман для вивчення в закладах загальної середньої освіти.

## Загальні дані
Книга складається з 9 частин та 92 глав (мають наскрізну нумерацію). Частини роману: 1) Чорножукови, 2) Час роздумів, 3) Павутина, 4) Петля, 5) Перевернутий світ, 6) Чорні хмари над селом, 7) Небо одне на всіх 8) Коли день — це рік, 9) Хліб на крові.
Роман також перекладено російською мовою та видано в 2015 році.

## Сюжет
Головні герої історичного роману, це заможна родина братів Чорножукових, які живуть у невеличкому селі Підкопаївка на Луганщині. Події поступово розгортаються з літа 1929 року, коли авторка демонструє, як сталінська влада, яку герої літературного твору, неодноразово називають іродами, впроваджують штучний голод 1932—1933 років у селі для знищення українців. Спочатку це насильницька колективізація, продрозгортання, а потім і терор голодом. У центрі уваги твору життя сім'ї старшого брата Павла Серафимовича Чорножукова та його трьох дітей. Найбільше уваги авторка роману приділяє наймолодшій доньці, 20-літній Варі-Ластівці. Вона, ніби співчуває своїй героїні, що палко кохає Андрія, але вимушена йти заміж за нелюбого Василя. Дотримуючись народних звичаїв, вона зберігає вірність чоловікові та народжує двох дітей — Маргаритку й Сашка. Саме розколеться і її сім'я. Чоловік Василь стане однією з «червоних мітел» на селі, буде боротися з її батьками та дядьками. Але найбільше її вразить в серце та душу названа сестра Ганнуся, яку вона підтримувала та якій допомагала, давала свої чобітки або дарувала намисто. З приходом нової влади вона стала Ганькою — «червоною шльондрою» й пиячкою й знущалася з колишньої подруги.
Також проти родини, під час колективізації, виступить і єдиний син Павла та Надії Чорножукових — Михайло. Він, який завше не хотів «гнути спину» з батьками разом з пияками та ледарями увійде до сільського комнезаму. Також і чоловік Ольги — разом зі своїми батьками перейшов на бік «Совєтов», він став бригадиром колгоспу та віддав усе нажите в сім'ї до колективного господарства, де гине худоба. Але з часом почали гинути й дорослі, й малі…

### Герої роману
- Родина Чорножукових:
  - бабуся Секлета — 95-річна сліпа глава родини, яку всі поважають й люблять. Вона принципово живе сама в старій хаті, де давно помер її чоловік Серафим.
  - Павло Серафимович — найстарший син, роботящий та багатий селянин, який з дружиною та дітьми багато працює на землі.
  - Надія, дружина Павла.
  - Їх діти:
    - Ольга — найстарша донька, мати шістьох дітей та на початку сюжету вона вагітна сьомою дитиною. Їй кориться в усьому чоловік Іван, але з початком колективізації стає бригадиром та все віддає до колгоспу.
    - Михайло — єдиний син. Він не хоче працювати, а грає на гармоніці. Стає на бік нової влади.
    - Варя, яку ще звуть Ластівка — наймолодша та улюблена донька. Одружується з Василем.

  - Гордій Серафимович — середній син, брат Павла, бондар.
  - Марія, дружина Гордія, швачка
  - Федір Серафимович, наймолодший брат Павла та Гордія. Він коваль, що має свою кузню.
  - Оксана, дружина Федора, не має дітей.
- Улянида, знахарка, яка за декілька років до Голодомору, напророкує, що брат піде на брата, а син зрадить батьків. Через це небо розколеться навпіл і над селом буде чорна страшна хмара.
- Кобзар Данила з хлопчиками-поводирями, які ходили селами й розповідали правду про голодомор.
- Представники радянської влади та активісти:
  - Лупіков Іван Михайлович — уповноважений з ДПУ, ідейний комуніст, селяни його звуть «залупіков», намагається будь-що виконати план хлібозаготівель у селі.
  - Биков Григорій Тимофійович — присланий з райкому партієць, селяни його звуть «бик».
  - Щербак Кузьма Петрович — колгоспний парторг, уродженець Підкопаївки.
  - Степан Жаб'як — голова сільради.
  - Семен Ступак — голова колгоспу.

Активісти-комсомольці, колгоспники, частина з котрих стала членами комнезаму (комітету незаможних селян) або, «швидьків»,
- Сусіди Чорножукових:
  - Ониска Пєтухова — глава сімейства, що постійно п'є.
  - Йосип та Семен — її сини, пияки та ледарі, що живуть у злиднях та в занедбаній хаті.
  - Богдан — хлопець-активіст.
  - Ганна Теслюк, спочатку найкраща подруга Варі, а потім її найбільший ворог.

## Оцінка роману
Українська поетеса, прозаїк, тележурналістка Ольга Хвостова, що написала передмову до книги, високо оцінила цей роман Світлани Талан. Зокрема, вона зазначила: «За силою передачі надскладних емоцій і життєвих катастроф Світлана Талан наближається до нобелівської лауреатки Герти Мюллер. За глибиною і чіткістю зображення деталей голоду 1932—1933 років роман „Розколоте небо“ — до „Марії“ Уласа Самчука. За рівнем розуміння і відображення каральної системи СРСР роман близький до „Саду Гетсиманського“ Івана Багряного, визнаного класика української літератури ХХ століття.».
У незалежному опитуванні та голосуванні роман «Оголений нерв» увійшов до десятки творів, написаних бездоганною українською мовою.
Комісія з української літератури Науково-методичної експертизи ДНУ «Інститут модернізації змісту освіти» Міністерства освіти та науки України схвалила роман для використання в загальноосвітніх навчальних закладах".

## Нагороди та відзнаки
- 2014 — спеціальна нагороду «Вибір видавців» у номінації «Романи» на Міжнародному конкурсі «Коронації слова-2014»[4].
- 2014 — Грамота Всеукраїнського літературної премії імені Олександри Кравченко (Девіль), заснованої Дніпропетровською обласною організацією НСПУ.
- 2015 — лауреат П'ятого літературного конкурсу імені Володимира Дроцика у номінації «Прозова книга».